# Psion Revo
Psion Revo — карманный персональный компьютер, выпущенный английской компанией Psion.

## Описание
Revo является упрощённой (и более дешёвой) версией компьютера Psion Series 5mx, отличающийся от последнего 
меньшим размером и разрешением экрана, отсутствием микрофона, наличием встроенных аккумуляторов и док-станции, отсутствием разъёма для карт памяти и подсветки.
Приложения, созданные для Psion Series 5mx работают и на Revo (хотя возможны проблемы из-за различного разрешения экрана).
Устройство было выпущено в двух вариантах: Psion Revo и Psion Revo Plus, имевших 8 и 16 МБ оперативной памяти соответственно.
Для продажи на территории США компания SONICblue выпустила компьютер Diamond Mako, полностью аналогичный Psion Revo Plus.
Компания Psion выпустила также две версии Revo для продажи в Китае: с поддержкой традиционного и упрощенного китайских языков.

## Характеристики
Размеры устройства: 157 × 79 × 18 мм. Масса: 200 г.
Компьютер основан на 32-разрядном процессоре ARM710T (тип RISC) c тактовой частотой 36,864 МГц и имеет 8 или 16 МБ энергозависимой оперативной памяти (для Revo и Revo Plus). Размер ПЗУ составляет 8 МБ.
Устройство питается от двух встроенных аккумуляторов типа AAA (700 мА), обеспечивающих до 15 часов автономной работы. В комплекте поставляется сетевой адаптер.
Revo/Revo+ оборудован монохромным (16 градаций серого) сенсорным ЖК-экраном с разрешением 480×160 пикселей.
Для ввода информации помимо сенсорного экрана используется встроенная клавиатура ноутбучного типа с 53 клавишами.
Для связи с другими компьютерами используется последовательный порт RS-232 (в комплекте поставляется док-станция), инфракрасный порт IrDA.
Компьютер работает под управлением 32-битной операционной системы EPOC32 R5. В системе предустановлены программы для работы с текстовыми документами, электронными таблицами, электронной почтой, заметками, адресная книга, органайзер, база данных, калькулятор и др.

## Revo в России
На территории России официальным дистрибьютором линейки Revo/Revo Plus являлась компания «Галакси». Крупнейшим дилером и «серым» поставщиком на Российском рынке являлась компания «МакЦентр» (под торговой маркой «Компьютер на ладони»).
Модель Diamond Mako официально в Россию не поставлялась. Однако, компания «МакЦентр»  завезла и продала в России несколько крупных партий Diamond Mako.
Все компьютеры, поставляемые в Россию официально, комплектовались системой локализации «RusPsion» и имели русифицированную клавиатуру. Компания «МакЦентр» устанавливала на часть продаваемых компьютеров собственную, более совершенную систему локализации, «ЭльбРУС 5». Все компьютеры Diamond Mako продавались с «ЭльбРУС 5».